# Apulië
Apulië (Italiaans: Puglia) (spreek uit: poe-ljie-a) is een regio in Zuidoost-Italië, ten noordwesten van en inclusief de hak van de Laars van Italië, gelegen aan de Adriatische Zee (Kanaal van Otranto) en de Ionische Zee (onder andere Golf van Tarente) op ongeveer 80 kilometer van de kust van Albanië. Apulië is de meest oostelijke regio (landstreek) van Italië. De hoofdstad is Bari. In mei 2023 had Apulië 3.891.241 inwoners. De regio was onderverdeeld in vijf provincies. In 2008 is de zesde provincie een feit "Barletta-Andria-Trani", de eerste provincie in Italië met drie hoofdsteden.
Apulië is in Italië de voornaamste producent van olijven. In het zuidelijkste deel van Apulië, in de streek Salento, wordt veel wijn verbouwd, waaronder de bekende Negroamaro en de Primitivo. Daarmee behoort Apulië, ook naar volume, tot de belangrijkste wijnstreken in Italië.

## Bezienswaardigheden
Het toeristische centrum van de regio ligt in het uiterste noorden: het schiereiland Gargano. Hier liggen de badplaatsen Vieste, Peschici en Mattinata. Het dichtbeboste binnenland heeft de status van nationaal park. Een andere veelbezochte badplaats is Gallipoli aan de Ionische Zee. De belangrijkste kunststad van de regio is Lecce dat als een van de belangrijkste baroksteden van de wereld beschouwd mag worden.
Ten zuidwesten van de regionale hoofdstad Bari ligt Alberobello met zijn bijzondere trulli. Deze witte ronde huizen met hun kegelvormige daken hebben de plaats veel bekendheid bezorgd. Het binnenland op de grens met de regio Basilicata, de Murge is woest, kaal en zeer dunbevolkt. De kuststrook tussen Barletta en Brindisi is het dichtstbevolkte deel van Apulië en sterk geïndustrialiseerd. De meest bezienswaardige steden zijn hier: Trani, Giovinazzo en Bisceglie. Op de hoogste van deze plaatsen ligt ook het bekendste bouwwerk van de regio; het achthoekige kasteel van Castel del Monte dat afgebeeld staat op de Italiaanse 1 eurocent. De van oorsprong Griekse stad Tarente is een belangrijke militaire haven en industriestad. Ten noorden van de stad strekken zich een aantal kloven uit, de zogenaamde Gravine. Massafra en Gravina in Puglia liggen in bij zo'n kloof, hier zijn eeuwenoude rotswoningen te vinden.

## Tremitische Eilanden
Voor de noordelijke kust van Gargano liggen de Tremitische Eilanden. Deze archipel bestaat uit de eilanden San Domino, San Nicola, Capraia, Cretaccio en het onbewoonde Pianosa. San Nicola is het grootste en meest bezienswaardige eiland. Op de eilanden zijn ongerepte landschappen met ravijnen en grotten te vinden. Het zeewater is hier kraakhelder.

## Provincies en belangrijke steden
| Provincie/metropolitane stad | Afkorting | Hoofdstad               | Belangrijke plaatsen                                      |
| ---------------------------- | --------- | ----------------------- | --------------------------------------------------------- |
| Bari                         | BA        | Bari                    | Molfetta, Monopoli, Altamura                              |
| Barletta-Andria-Trani        | BT        | Barletta, Andria, Trani | Canosa di Puglia, Bisceglie                               |
| Brindisi                     | BR        | Brindisi                | Ostuni, Fasano, Francavilla Fontana                       |
| Foggia                       | FG        | Foggia                  | Manfredonia, Cerignola, Lucera                            |
| Lecce                        | LE        | Lecce                   | Gallipoli, Nardò, Galatina, Otranto, Santa Maria di Leuca |
| Tarente                      | TA        | Tarente                 | Martina Franca, Grottaglie                                |

## Economie
Apulië is een agrarische regio, vooral bekend door de teelt van tomaten en olijven. Van alle regio's van Italië heeft Apulië de langste kustlijn.
In 2013 dook de bacterie Xylella fastidiosa op in Apulië. De beruchte plantenziekte heeft in Italië alleen al miljoenen olijfbomen aangetast.

## Galerij

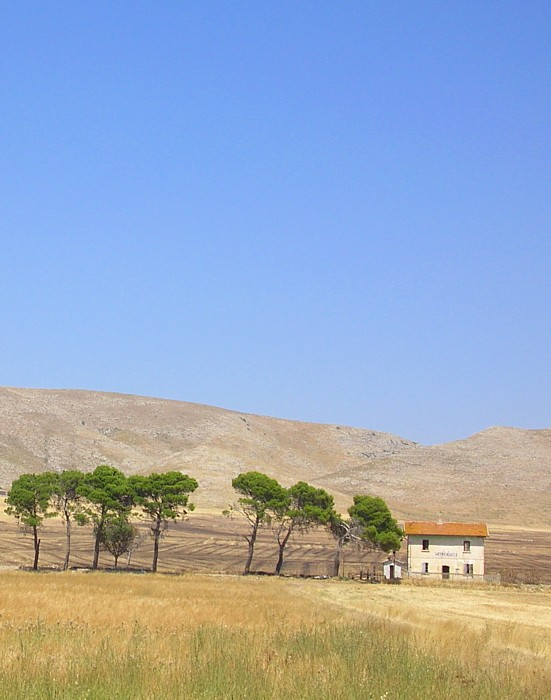
De Murge
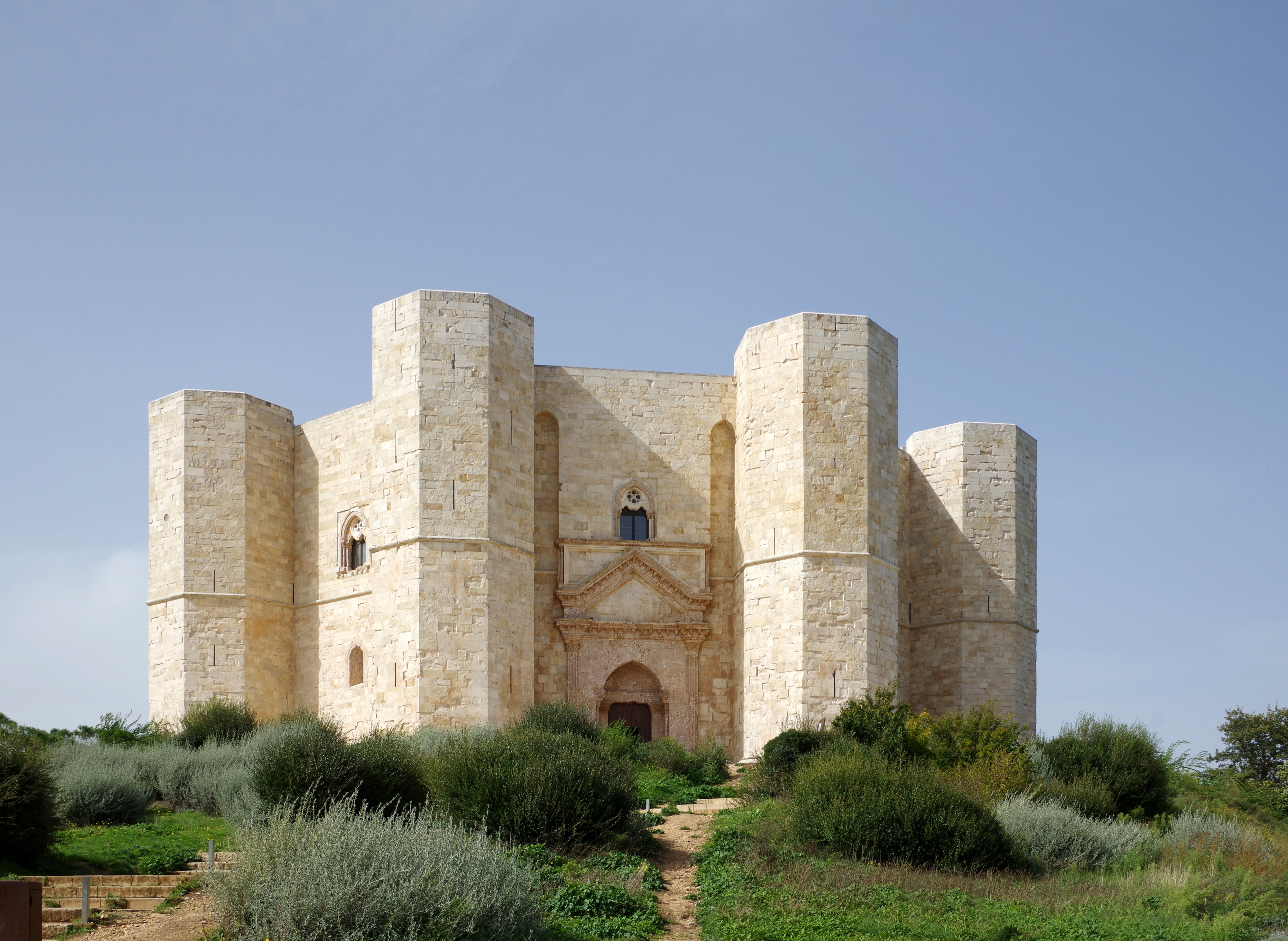
Castel del Monte
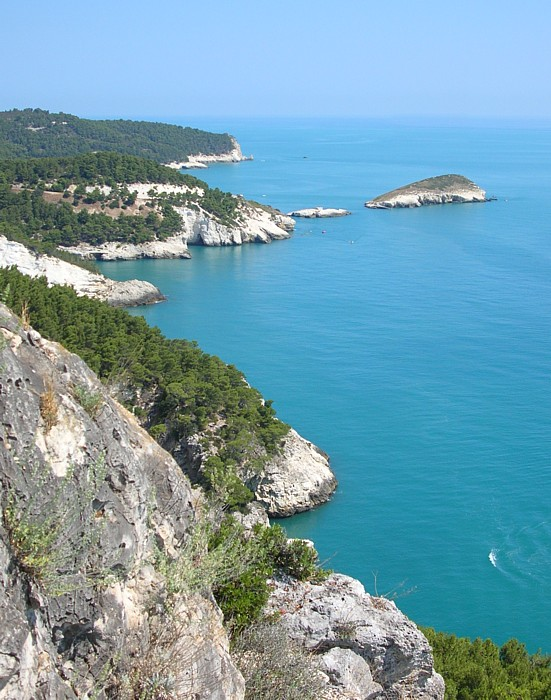
Gargano
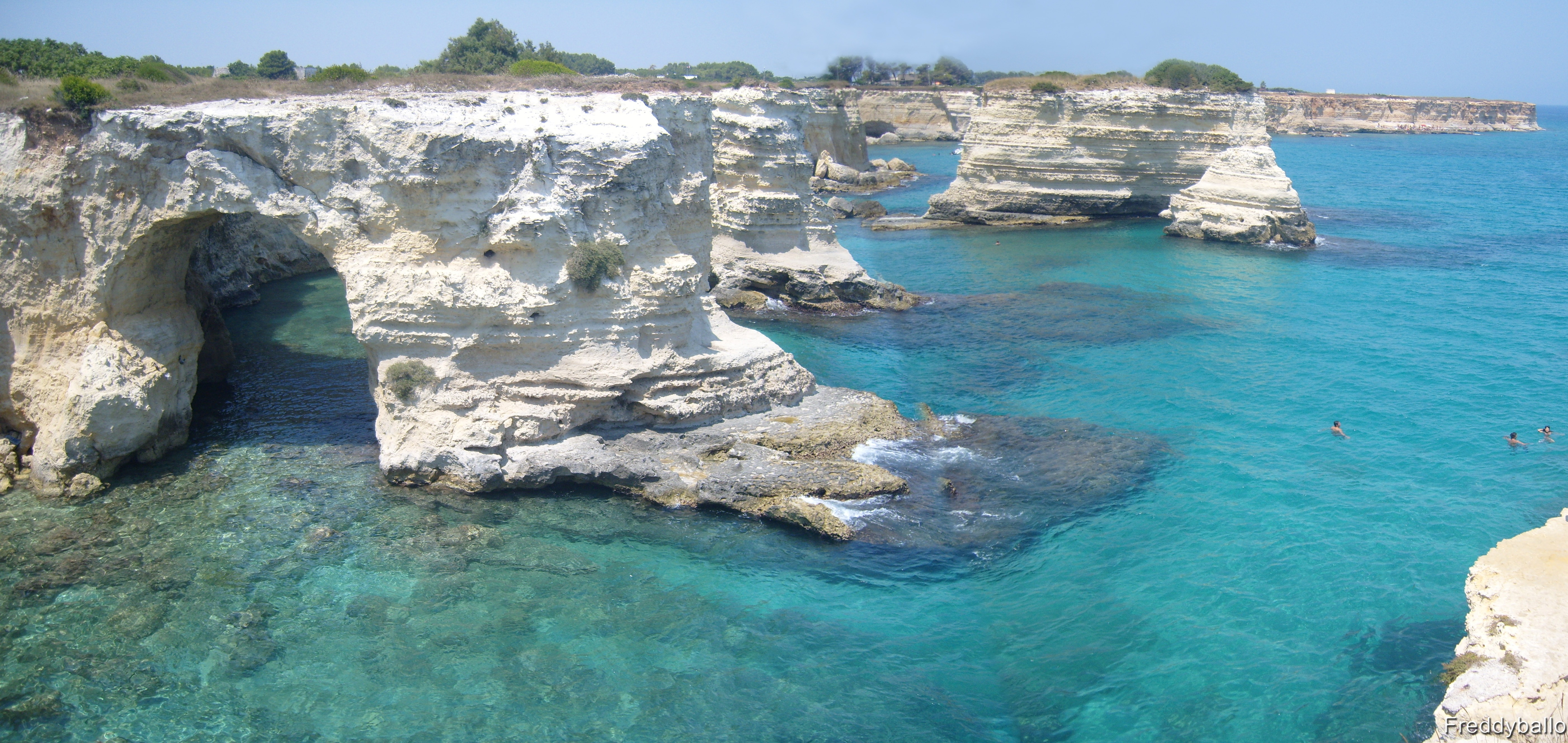
Torre Sant'Andrea (Lecce)